# Master Roshi
Master Roshi è un singolo del rapper statunitense Craig Xen pubblicato il 10 aprile 2020.

## Tracce
1. Master Roshi – 2:58